# Gitaarbanjo
Een gitaarbanjo is een banjo met 6 stalen snaren die gestemd worden als een gitaar.
In plaats van de bij een gitaar gebruikelijke houten klankkast is het instrument uitgerust met een cirkelvormige spanring met vel zoals bekend van de banjo.
Op deze manier klinkt de gitaarbanjo als een banjo, maar wordt bespeeld als een gitaar.
De laagste snaar (lage e) wordt soms vervangen door een hoge e; dezelfde snaar als de hoogste. Op die manier blijven de akkoordgrepen dezelfde, maar wordt toch de typische hoge klank in de aanslag verkregen, net zoals in de bluegrassbanjo.

Danny Barker, spelend op een gitaarbanjo